# Paragigagnathus bidentatus
Paragigagnathus bidentatus är en spindeldjursart som först beskrevs av Kuznetsov 1994.  Paragigagnathus bidentatus ingår i släktet Paragigagnathus och familjen Phytoseiidae. Inga underarter finns listade i Catalogue of Life.